# Општина Богата (Муреш)
Богата (рум. Bogata) општина је у Румунији у округу Муреш.
Oпштина се налази на надморској висини од 331 m.